# Castelo Bognie
O Castelo Bognie ou Castelo Conzie (em inglês:  Bognie Castle) é um castelo do século XVII atualmente em ruínas localizado em Forgue, Aberdeenshire, Escócia.

## História
Foi a habitação do último visconde de Frendraught que morreu em 1698 e nunca foi completada. A família Dunbar de Conzie viveu no castelo durante quase 200 anos.
Um detalhe de arquitectura confirma que pertence ao final do século XVII.
Encontra-se classificado na categoria "B" do "listed building" desde 16 de abril de 1971.